# Chemins de fer Orientaux
Lo Chemins de fer Orientaux (in italiano: Ferrovie Orientali; in turco: Rumeli Demiryolu o İstanbul-Viyana Demiryolu, abbreviato: CO) è stata una compagnia ferroviaria ottomana operante in Rumelia, nella parte europea dell'Impero ottomano, corrispondente alla penisola balcanica e più tardi nella Tracia orientale (corrispondente all'odierna Turchia europea), dal 1870 al 1937. Lo Chemins de fer Orientaux ha realizzato la principale tratta ferroviaria nei Balcani ed è stata una delle cinque ferrovie pioniere dell'Impero ottomano. Tra il 1889 e il 1937 la ferrovia ha accolto il famosissimo Orient Express.
La ferrovia venne tracciata nel 1870 per costruire una linea da Istanbul a Vienna. A causa di molti problemi politici nei Balcani, la costruzione fu interrotta più volte e la proprietà cambiò o fu spesso divisa. Non prima del 1888 la CO completò il suo obiettivo, ma dopo la prima guerra balcanica nel 1912, la ferrovia venne limitata alla sola Tracia orientale. La CO continuò ad operare come ferrovia regionale fino al 1937, quando fu assorbita dalle Ferrovie Statali Turche.

## Sede centrale
La sede della società fu a Parigi (1869-1878), poi Vienna (1878-1912) e infine a Istanbul (1912-1937). Il marchio di riferimento era CO.

## Storia

### Contesto

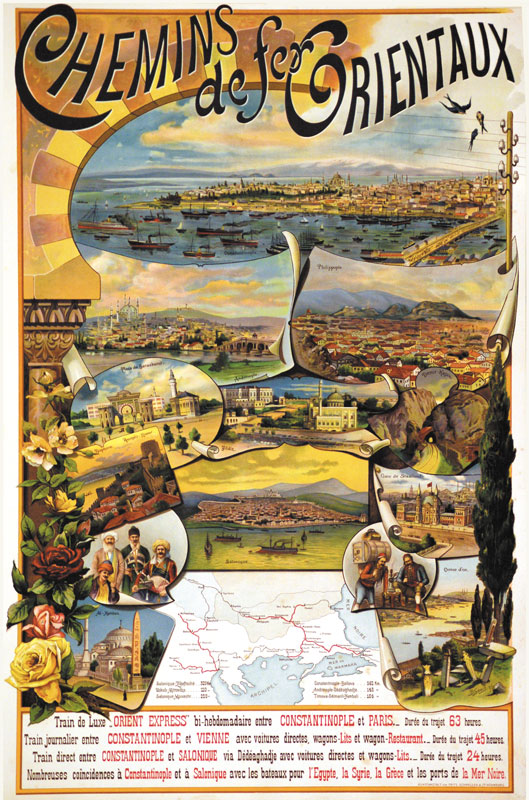
Manifesto del 1898

Nella seconda metà del XIX secolo, l'Impero ottomano, un tempo potente e dominante, era in notevole declino. Il territorio dell'impero in Europa si estendeva da Costantinopoli al Danubio e ai Carpazi. Tuttavia, a causa dell'ascesa del nazionalismo nei Balcani, per lo più provocato dalla Russia, l'Impero ottomano stava lentamente perdendo il controllo sull'area. La guerra di Crimea era appena finita e diede all'impero invecchiato una leggera rottura contro l'influenza russa sui Balcani. Il Sultanato di Istanbul cercò di rafforzare la sua sovranità nella regione e aiutare la sua economia in declino durante il breve periodo di pace. Il commercio via mare era dominato dal monopolio navale britannico, quindi la Sublime Porta dovette cercare altri modi di trasporto. Le ferrovie mostrarono la loro efficacia nell'Europa occidentale e gli ottomani cercarono di portare questa tecnologia nell'impero. Il Sultanato cercò di costruire una ferrovia da Costantinopoli a Vienna. Una linea di collegamento come quella avrebbe consentito un più facile schieramento di truppe nella parte europea dell'Impero e avrebbe aperto molte nuove opportunità commerciali con l'Europa occidentale. La ferrovia, tuttavia, avrebbe anche portato l'influenza austriaca nei Balcani.
La decisione per una ferrovia fu finalizzata con Abdül Aziz che assegnò una concessione a Van der Elst e Cie, una società di costruzioni belga, il 31 maggio 1868, con l'aiuto di André Langrand-Dumonceau. Langrand-Dumonceau rilevò subito la concessione da Van der Elst e avviò lui stesso i lavori. Tuttavia si imbatté in difficoltà finanziarie e non poté continuare la costruzione della linea, così il Sultanato annullò la concessione il 12 aprile 1869. La concessione fu poi data a Maurice de Hirsch, un finanziere tedesco, per la costruzione della linea. Hirsch aveva collaborato con Dumonceau in passato in diversi lavori ferroviari. La carta includeva una linea principale da Costantinopoli al confine austriaco a Dobrljin via Edirne, che si sarebbe collegata alla ferrovia meridionale austriaca. Questo percorso fu scelto su un percorso più diretto attraverso Belgrado al fine di evitare di costruire la linea attraverso la Serbia, che era semi-indipendente. Anche l'Austria-Ungheria era favorevole a questa tratta per aumentare la propria influenza sulla Bosnia. Questa carta includeva anche la costruzione di diramazioni per Burgaz, Selanik (Salonicco) e Dedeağaç (Alessandropoli). Hirsch fondò quindi la Ferrovia Imperiale Turca Europea, con sede a Parigi, per costruire la linea nel 1869. La società assunse Wilhelm von Pressel, della Ferrovia meridionale austriaca, come ingegnere capo del progetto. Nel gennaio 1870, la costruzione fu avviata contemporaneamente a Costantinopoli, Dedeağaç, Selanik e Dobrljin. L'esercizio della linea doveva essere affidato alle Ferrovie Austriache Meridionali ma poiché i negoziati fallirono, Hirsch fondò la Ferrovia Orientale (Chemins de fer Orientaux), anch'essa con sede a Parigi, per la gestione della linea.

### Costruzione

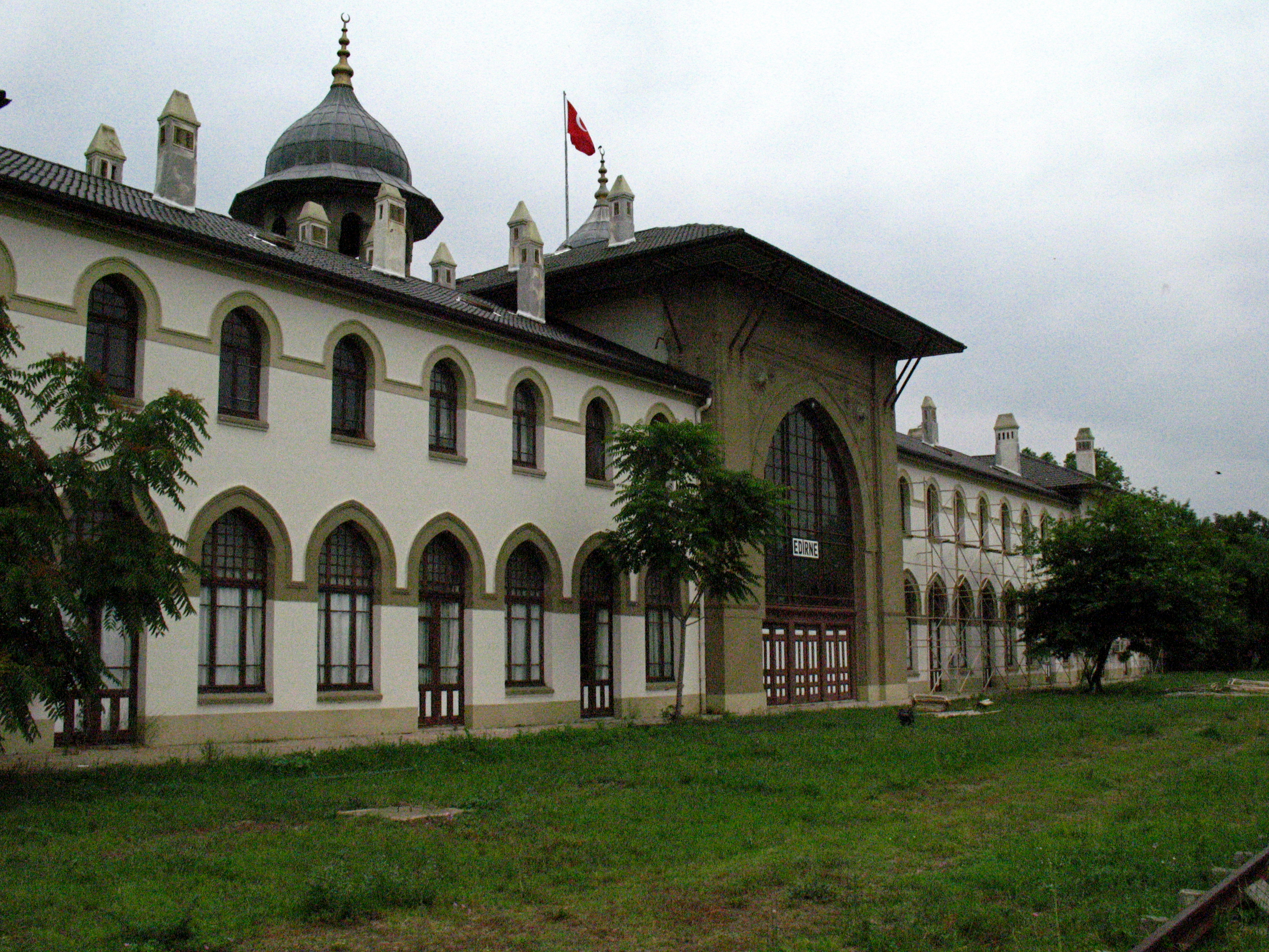
Stazione ferroviaria di Karaağaç, costruita nel 1873 dal CO, ma non più utilizzata.

La costruzione della linea era ben avviata nel 1871. A seguito di un cambio di governo nello stesso anno, il nuovo Gran Visir Mahmud Nedim Pasha iniziò a rinegoziare la concessione per ridurre il budget per la costruzione della linea a causa dei crescenti problemi finanziari dell'Impero. La nuova concessione non aveva più il completamento a Vienna in via prioritaria e fu firmata il 18 maggio 1872. In base al nuovo accordo, Hirsch avrebbe continuato a gestire la costruzione in corso, ma il governo ottomano avrebbe supervisionato la costruzione di nuove linee. La CO completò oltre 1 300 km (810 mi) di ferrovia, costituita da tre linee principali entro il 1874. Queste linee non erano ancora collegate tra loro, ma la CO aveva iniziato il servizio su di esse. La più lunga e importante di queste linee era Costantinopoli a Belovo via Edirne e Filibe, con rami a Dedeağaç e Yambol. Le altre due erano da Selanik a Mitroviça e da Dobrljin a Banja Luka. La linea Dobrljin-Banja Luka non era ancora collegata alla rete austriaca, e pertanto le entrate sulla linea erano basse. La linea divenne in seguito economicamente svantaggiosa per la CO e fu abbandonata nel 1876, fino a quando non fu collegata alla rete austriaca.
Ulteriori lavori subirono un rallentamento durante la crisi finanziaria ottomana del 1875, quando la maggior parte dell'Impero dovette affrontare una grande carestia. Ciò portò a diverse rivolte nei Balcani, la più notevole fu la rivolta di aprile, che innescò una grande guerra nella regione, che interruppe tutti i lavori ferroviari. Molti dei lavoratori furono arruolati e combatterono contro un grande esercito di coalizione guidato dall'Impero russo. La linea Costantinopoli-Filibe svolse un ruolo importante nel trasporto di merci e soldati alla frontiera. Tuttavia, l'esercito ottomano era fortemente in inferiorità numerica quando gli eserciti russo/rumeno/bulgaro si spinsero da nord. Le forze della coalizione catturarono gran parte della linea principale a ovest di Edirne entro la fine del 1877 e una volta catturata Filibe, insieme al suo grande deposito ferroviario, nel gennaio 1878, gli ottomani cercarono la pace. Il Congresso di Berlino riportò la pace nei Balcani poiché l'Impero ottomano concesse la piena indipendenza a Romania, Serbia e Montenegro, mentre la Bosnia ed Erzegovina sarebbe stata occupata dall'Austria-Ungheria e la Bulgaria sarebbe diventata uno stato vassallo autonomo dell'Impero sotto l'influenza russa.
Anche il futuro della CO fu deciso al Congresso di Berlino. A causa della ricaduta della ferrovia in più paesi, il congresso mise il CO sotto un comitato speciale con delegati dell'Austria-Ungheria, della Serbia, della Bulgaria e dell'Impero ottomano per supervisionare la ferrovia. Questo comitato fu soprannominato da Berlino il Comitato Quadruplo. Hirsch trasferì poi la sede del CO da Parigi a Vienna nel 1878. Il nuovo Regno di Serbia, sotto l'influenza austriaca, cercò di costruire una ferrovia nel suo territorio indipendentemente dalla ferrovia Costantinopoli-Vienna. Nel 1881, il re Milan diede una concessione a Paul Eugene Bontoux, un imprenditore francese, per costruire una ferrovia da Belgrado a Vranje via Nis. Tuttavia la sua compagnia cattolica General Union fallì nell'aprile 1881. La concessione fu poi suddivisa tra banche tedesche e francesi, che costituirono le Ferrovie nazionali serbe. Il Quadruplice Comitato si riunì finalmente, dopo molto ritardo, a Vienna nel dicembre 1882. Dopo molte trattative, il comitato firmò un accordo il 9 maggio 1883. Questo nuovo accordo modificò la linea principale dalla sua precedente tratta meridionale a una tratta diretta attraverso la Serbia, un fatto che gli ottomani volevano evitare dal 1860. Questa nuova tratta sarebbe continuata da Belovo a Sofia e si sarebbe collegata alle ferrovie nazionali serbe (SDZ) a Nis e si sarebbe costruita una linea secondaria per collegare Skopje a Nis. Una volta completata, la SDZ avrebbe avuto la piena proprietà della ferrovia tra Nis e Belgrado, ma la gestione della linea sarebbe stata effettuata dalla CO tramite i diritti di tracciamento. Con tutte le controversie risolte, la costruzione sarebbe finalmente continuata. La SDZ completò la ferrovia Belgrado-Nis il 15 settembre 1884, che era in costruzione dal 1881. Nello stesso anno la SDZ si collegò anche alle ferrovie austriache a nord di Belgrado. La CO continuò la costruzione a ovest di Belovo, ma venne nuovamente interrotta quando la Bulgaria violò il Congresso di Berlino e si trasferì per occupare la Rumelia orientale nel 1885. Ciò impose un nuovo accordo in base al quale la Bulgaria avrebbe posseduto e gestito i binari nel suo territorio, mentre alla CO sarebbero stati concessi i diritti di tracciamento. Nel frattempo, la SDZ estese la ferrovia da Nis a Leskovac il 18 marzo e a Vranje il 13 settembre 1886. Il 25 maggio 1888 la CO completò la parte meridionale della linea Nis-Skopje, collegandosi alla SDZ a Vranje. Con ciò, Selanik venne collegata al resto del sistema. Le neonate Ferrovie dello Stato bulgare (BDZ) completarono la linea Belovo-Sofia il 1º agosto e la collegarono alla SDZ a Dragoman l'8 agosto 1888.

### Apertura e funzionamento
L'intera linea principale Costantinopoli-Vienna fu aperta il 12 agosto 1888. La CO, insieme alle Ferrovie dello Stato ungheresi e alle Ferrovie dello Stato bulgare- BDZ, inaugurò il primo treno da Istanbul a Vienna. Uno dei treni più famosi della storia, l'Orient Express, iniziò la sua prima corsa da Parigi a Istanbul il 1º giugno 1889. Questo treno era gestito da CIWL, una società internazionale di hotel e logistica. Un capolinea ferroviario sul lato europeo di Istanbul, il Terminal di Istanbul Sirkeci, in costruzione dal febbraio 1888, venne aperto il 3 novembre 1890.

### Locomotive

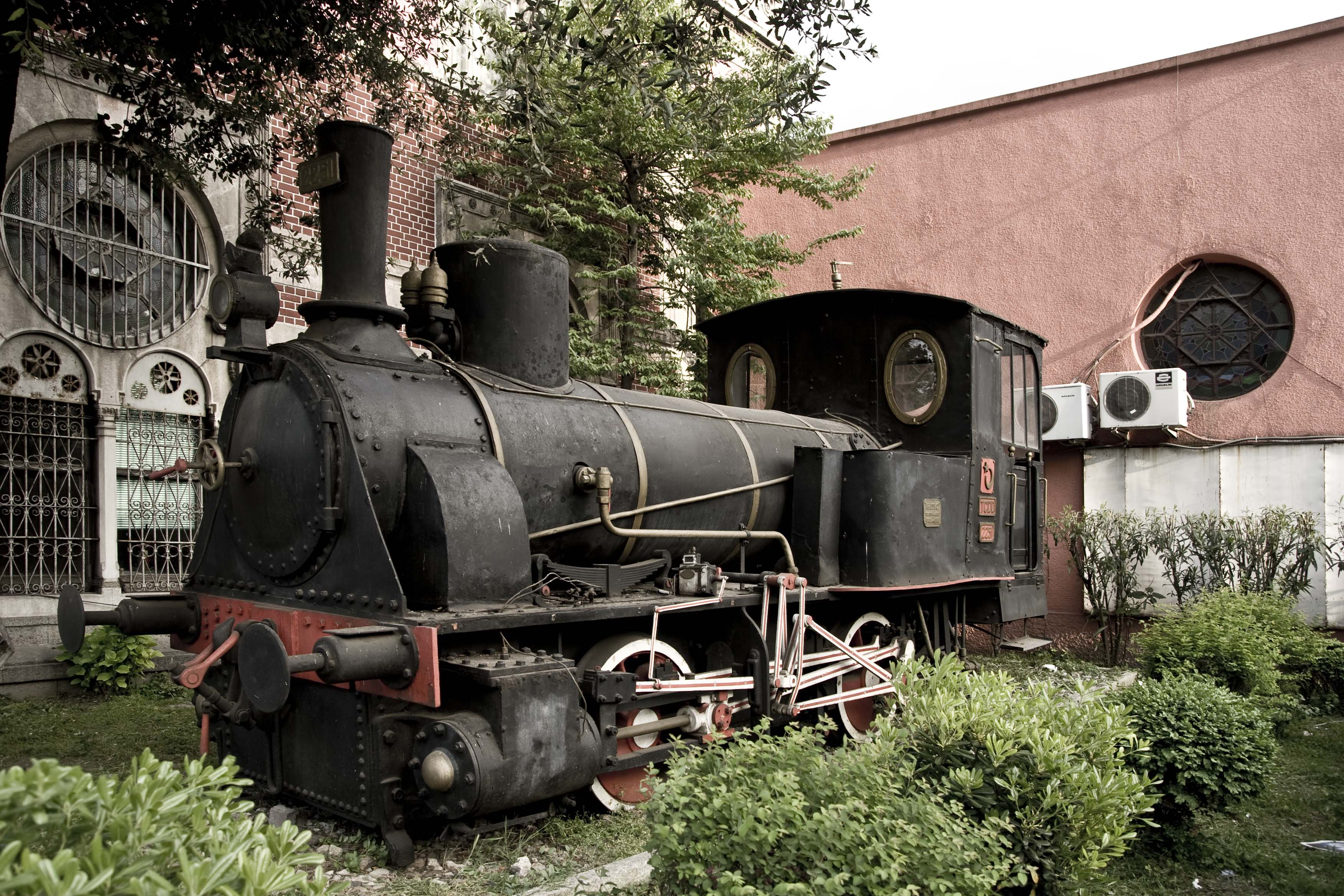
Locomotiva 407 del CO

La Ferrovia Orientale aveva solo locomotive a vapore. I suoi principali fornitori erano produttori austriaci, tedeschi, francesi e belgi.
Le locomotive con tender furono numerate da 0 a 300, le locomotive cisterna con tender furono numerate da 301 a 500. Le locomotive trasferite dalla Salonicco-Monastir ricevettero numeri separati nell'intervallo da 500 a 600. Il motivo non è più noto. Infine le 3 locomotive Mallet furono numerate da 601 a 603.
Le locomotive delle Ferrovie Orientali furono rilevate da varie ferrovie nazionali che sorpassarono anche la rete. Alcune locomotive andarono al CFFH prima di passare alla SEK o alla TCDD.
Sono state conservate diverse locomotive della Ferrovia Orientale. L'ex locomotiva 407 costruita nel 1874 e rilevata dal TCDD con il numero 2251 nel 1937, si erge come locomotiva commemorativa di fronte alla stazione di Istanbul Sirkeci. Fino al 1965 era ancora utilizzata dal TCDD, più recentemente ad Adana, ed era quindi in uso da oltre 90 anni. Una locomotiva del 1912 fornita da Maffei con il numero di CO 338 si trova nel Museo Ferroviario di Çamlik con il numero TCDD 3558. Un'altra locomotiva di questa serie è la locomotiva monumentale alla stazione di Amasya. La TCDD 33508 è una locomotiva monumentale a Sivas.
| Classe | Numero  | Manifattura                  | Quantità                         | Anno      | Tipo   | Note | Immagine |
| ------ | ------- | ---------------------------- | -------------------------------- | --------- | ------ | --- | -------- |
| –      | 1–10    | Sigl                         | 10                               | 1871      | C      | |          |
| –      | 11–54   | Hanomag                      | 44                               | 1872–75   | C      | 8 passarono al TCDD, 23 passarono al SEK                                                                     |          |
| VIII   | 55–57   | Sigl                         | 3                                | 1897      | 2'C    | DivenneTCDD 35501–503                                                                                        |          |
| IX     | 58–60   | Maffei                       | 3                                | 1908      | 2'C    | TipoBavarese P 3/5 N, divenneTCDD 35504–506                                                                  |          |
| XIV    | 71–74   | Hanomag                      | 4                                | 1912–14   | 1'C1'  | Passarono al CFFH nel 1929, poi alSEK classe Ζε nel 1955                                                     |          |
| –      | 101–116 | StEG, Krauss                 | 16 (14 from StEG, 2 from Krauss) | 1888–1894 | 2'B    | Silmile al kkStB 4, 5 passarono al SEK, classe Gß, 7 passarono al CFFH nel 1929                              |          |
| –      | 201–209 | Henschel                     | 9                                | 1910–13   | D      | Simili allaPrussiana G 8, divenneroTCDD 44501–509                                                            |          |
| –      | 241–262 | Batignolles, Schneider       | 22                               | 1924–1927 | 1'D    | 18 divenneroTCDD 45501–518, 4 passarono al CFFH nel 1929 e poi alSEK nel 1955                                |          |
| –      | 243–246 | StEG                         | 4                                | 1878      | D      | Rilevate dalla ferrovia Ruse–Varna, identiche al StEG I 600–711, passarono al BDŽ nel 1988                   |          |
| –      | 279–290 | Beyer Peacock, Sharp Stewart | 12                               | 1862–1868 | C      | Rilevate dalla ferrovia Ruse–Varna, passarono al BDŽ nel 1988                                                |          |
| –      | 291–300 | Hanomag                      | 10                               | 1871–75   | C      | Identiche ai 11–54, numerazione separata che potrebbe essere collegata all'origine della ferrovia Ruse–Varna |          |
| –      | 301–305 | Schneider, Grafenstaden      | 10                               | 1869–70   | Ct     | |          |
| –      | 311–319 | Couillet                     | 9                                | 1865      | C1't   | Rilevate dalla ferrovia Ruse–Varna                                                                           |          |
| –      | 321–328 | Krauss                       | 8                                | 1875      | 1'Bt   | |          |
| –      | 331–340 | Maffei                       | 10                               | 1911–12   | 1'C1't | DivenneTCDD 3551–60                                                                                          |          |
| –      | 401–404 | Tubize                       | 4                                | 1872      | Bt     | |          |
| –      | 405–408 | Krauss                       | 4                                | 1874      | Bt     | Nr. 407 divenuta TCDD 2251                                                                                   |          |
| –      | 411–412 | Tubize                       | 2                                | 1875      | Bt     | |          |
| –      | 501–509 | Maschinenfabrik Esslingen    | 9                                | 1892–94   | C      | Dalla ferrovia Salonicco –Monastir, 4 unità passarono alSEK.                                                 |          |
| –      | 510–511 | Maffei                       | 2                                | 1908      | 1'C    | Simili alla Prussiana G 5.1, dalla ferrovia Salonicco– Monastir, divenne SEK classe Εβ                       |          |
| –      | 521–523 | Borsig                       | 3                                | 1912      | 1'C    | Simili alla classe 20 JDŽ, dalla ferrovia Salonicco– Monastir, divenne SEK classe Εγ                         |          |
| –      | 601–603 | MÁVAG                        | 3                                | 1918      | (1'C)C | Tipo locomotiva Mallet. Identica allClass 601 MÁV                                                            |          |